# Паралимпийские символы
Паралимпийские символы  — значки, флаги и другие символы, используемые международным паралимпийским комитетом по продвижению Паралимпийских игр.

## Девиз
Паралимпийский девиз «Дух в движении».
Девиз был принят в 2004 году на Паралимпийских играх в Афинах Предыдущим девизом был принятый в 1994 году: «Ум, тело, дух» ..

## Паралимпийский символ
Символ Паралимпийских игр составлен из трех полумесяцев «agitos», окрашенных в красный, синий и зеленый цвета, окружающих одну точку на белом поле. Слово «agitos» в переводе с латинского означает — двигать, направлять, устремлять. Выбор цветов каждого агитоса обусловлен часто встречающимися цветовыми комбинациями в государственных флагах различных стран. Паралимпийский символ был создан крупным Европейским рекламным агентством Scholz & Friends и утвержден в апреле 2003 года.
Паралимпийский символ был впервые использован в печати в 2003 году. Из-за ограниченности времени в раскручивании символа к летним Паралимпийским играм в Афинах 2004 года новый символ на них не использовался. В 2004 году на церемонии закрытия игр Пекину был передан флаг с новым символом. Символ был впервые использован как Паралимпийская эмблема в 2006 году на Паралимпийских зимних играх в Турине.

### История
Первый Паралимпийский логотип был создан к летним Паралимпийским играм 1988 года в Сеуле на основе корейского алфавита (Хангыль: 파; Ханджа: 巴), два символа из которых изображены в центре флага Южной Кореи. На первом Паралимпийском флаге использовали пять полуколец, по аналогии с олимпийскими кольцами, с цветами: синий, черный, красный, желтый и зеленый.
6 октября 1990 года Международный координационный комитет всемирной организации спорта для инвалидов (ICC) сообщил, что Международный олимпийский комитет (МОК) собирается изменить символ. Новый символ, созданный в 1991 году для международного Паралимпийского комитета (МПК) состоит из шести полуколец. В ноябре 1991 года члены МПК проголосовали против нового символа в пользу символа из пяти элементов. Однако МОК дал понять, что он откажется от дальнейшего сотрудничества с МПК, если символ останется прежний
В марте 1992 года. Паралимпийские символ был изменен на вариант с использованием только трех элементов. Однако в Лиллехаммере паралимпийский организационный комитет уже начал маркетинговую программу, основанную на пяти элементах. Новая версия символа была распространена уже в 2004 году к летним Паралимпийским играм в Афинах, Греция.

## Паралимпийские эмблемы
У каждых Паралимпийских игр есть своя Паралимпийская эмблема. Город, принимающий Паралимпийские игры создает свой символ.
Паралимпийские эмблемы включают в себя Паралимпийский символ и один или несколько отличительных элементов для идентификации события.
Международный Паралимпийский Комитет (МПК) утверждает Паралимпийские эмблемы. Паралимпийские эмблемы используются в рекламных материалах спонсоров Паралимпийских игр, изображены на одежде спортсменов. Все знаки являются собственностью Международного паралимпийского комитета.

## Флаг
Паралимпийский флаг имеет белый фон с паралимпийским символом в центре.
Нынешний Паралимпийский флаг впервые был использован на церемонии закрытия Паралимпийских игр в Афинах в 2004 году.

## Пламя и эстафеты
До 2010 года на зимних Паралимпийских играх принимающая страна выбирала способ, посредством которого зажигался Паралимпийский факел. С 2012 года на летних Паралимпийских играх правило изменилось. Паралимпийский огонь стал включать в себя огни различных регионов. В Лондоне в 2012 году пламя включало в себя огни из Лондона, Белфаста, Эдинбурга и Кардиффа. В Сток-Мандевилле огни объединили. В будущем пламя собираются объединять в огнями разных стран. Пламя из Сток-Мандевилла, родины движения, будет всегда входить в общее пламя. Пламя будет гореть на протяжении всех Игр вплоть до окончания церемонии, когда оно гасится, обозначая конец игр.

## Медали
Еще одним символом, связанным с Паралимпийскими играми являются Паралимпийские медали. Медали изготовлены из позолоченного серебра (золотые медали), серебра или бронзы. Ими награждаются за конкретные дела, связанные с Играми.
Для каждых Паралимпийских игр делаются свои медали.

## Гимн
Паралимпийский гимн исполняется при поднятии Паралимпийского флага. Музыка гимна — музыкальная пьеса «Hymn de l’Avenir» («Гимн будущего»), сочинённая композитором Тьерри Дарнис (Thierry Darnis). Гимн был утвержден МПК в марте 1996 года.
В 2001 году австралийский певец кантри Грэм Коннорс (Graeme Connors) написал слова для гимна.

## Паралимпийская клятва
Паралимпийская клятва — торжественное обещание спортсменов, судей или чиновников, произносимое на церемониях открытия каждых Паралимпийских игр.
Произнося клятву, спортсмен из команды страны — организатора, держит угол Паралимпийского флага.
Клятва спортсменов
Я обещаю, что мы будем участвовать в нынешних Паралимпийских играх, уважая и соблюдая их правила. Соревнования пройдут без допинга и наркотиков, в духе спортивного соперничества, во славу спорта и во имя чести своих команд.
Судья принимающего государства также держит угол флага, но произносит немного другую клятву:
Клятва судей (должностных лиц)
От имени всех судей и официальных лиц я обещаю, что мы будем работать на этих Паралимпийских играх с полной беспристрастностью, уважая и соблюдая правила, в истинном духе спортивного соперничества.
Тренеры произносят немного другую клятву:
Клятва тренеров
От имени всех тренеров и окружения спортсменов я обещаю, что мы обеспечим спортивный дух и честные игры в полном объеме, в соответствии с основополагающими принципами Паралимпийского движения.

### История
Первые Паралимпийские клятвы принимались на первых Паралимпийских играх в Риме в 1960 году. Паралимпийская клятва идентична Олимпийской клятве, за следующим исключением: слова 'Олимпийские' заменяются на слова 'Паралимпийские'. Клятва была написана Пьером де Кубертеном. Первая присяга (клятва спортсмена) произносилась на Олимпийских Играх в Антверпене в 1920 году. Текст Кубертена несколько раз изменялся. Первые присяги судей и должностных лиц произносились на Олимпийских Играх в Саппоро в 1972 году. Первый присяги тренеров произносились на Паралимпийских играх в Лондоне в 2012 году.

## Паралимпийский орден
Паралимпийский орден является высшей наградой Паралимпийского движения. Паралимпийским орденом награждаются лица за особо выдающийся вклад в развитие Паралимпийского движения.

## Талисманы
Каждые Паралимпийские игры имеют свои талисманы. Талисманами часто являются фигуры животных, обитающих в регионе игр или сказочные персонажи. Так талисманами Паралимпийских игр в Сочи были Лучик и Снежинка, летних игр 2016 года в Рио-де-Жанейро — Винисиус и Том.
См. также: Талисманы зимних Олимпийских игр 2014